# Железнодорожный вокзал Дурреса
Железнодорожный вокзал Дурреса — станция и главный железнодорожный вокзал города Дурреса. Обслуживает город Дуррес в центральной Албании, второй по численности населения город страны.

## История
Железнодорожная станция является хабом железнодорожного транспорта в Албании и связана железной дорогой с другими городами страны, включая столицу Тирану, Влёру, Эльбасан и Шкодер. Железнодорожная станция расположена в центре города, недалеко от порта Дуррес. Открыта в 1949 году с началом эксплуатации железнодорожной линии от Дурреса до Пекини, первой железнодорожной линии европейской колеи в Албании.